# Larsia planensis
Larsia planensis är en tvåvingeart som först beskrevs av Oskar Augustus Johannsen 1946.  Larsia planensis ingår i släktet Larsia och familjen fjädermyggor. Inga underarter finns listade i Catalogue of Life.